# Osztrovica vára (Dalmácia)
Osztrovica vára (horvátul: Stari grad Ostrovica), várrom Horvátországban, az Észak-Dalmáciában fekvő Ostrovica falu határában.

## Fekvése
A falu felett északnyugatra emelkedő  318 méter magas Gradina nevű várhegyen láthatók a vár romjai.

## Története
A várat valószínűleg a Zrínyiek ősei a Bribiri grófok építették a 12. század végén. 
Osztrovica a Bribiri grófok egyik vára volt, amelyet 1347-ben I. Lajos magyar király Zrin várával cserélt el. Osztrovica ezután királyi vár volt, a Bribiri grófok pedig új birtokuk neve után felvették a Zrínyi nevet és a későbbiekben a történelmi Magyarország egyik legjelentősebb családja lettek. A 14. század végén és a 15. század elején Osztrovica a közeli Skradinnal együtt a bosnyák Hrvatin nemzetségből származó Hervoja testvérének Vuk Vukčić Hrvatinićnek a birtoka volt. Vuk a bátyjával együtt 1390-ben Nápolyi László magyar ellenkirály horvátországi és dalmáciai bánja lett. Halála után birtokait felesége Anka és lányai Katarina és Jelena örökölték. Katarina 1405-ben a bosnyák főúr Sandalj Hranić felesége lett és hozományként magával vitte Osztrovica várát is, melynek birtokában 1407-ben Nápolyi László megerősítette. Birtokosai 1411-ben ötezer aranydukátért eladták a Velencei Köztársaságnak. A várat Klissza után a legerősebb várként tartották számon Dalmáciában. Jelentősége különösen azután nőtt meg, hogy 1522-ben Knin elesett. 1523-ban Osztrovicát is ostrom alá vette a török. A várat Karlovics János horvát bán védte, míg az ostromlók vezére Gázi Huszrev boszniai szandzsákbég volt. A Zára legfőbb védőbástyájának tartott vár eleste után egészen Vránáig nem maradt komolyabb erősség a török megállítására. A vár a 17. században a velencei-török háborúkban teljesen megsemmisült.

## A vár mai állapota
Osztrovica várának romja a falutól északra emelkedő „Gradina” nevű várhegyen található. A várba ma közvetlen út nem vezet, így azt csak hegymászással lehet megközelíteni. A vár a maradványok alapján ovális alaprajzú lehetett és valószínűleg három részből állt. A nyugati részen volt az alsóvár, ahol egy ciszterna is található. A vár középső része a központi sziklatömb keleti oldalán volt. Ebből mára egy négyszög alaprajzú sziklába vágott helyiség alapjai, valamint egy árok nyoma figyelhető meg. A vár kapuja északon lehetett, ennek sziklába vágott nyomai ma is láthatók. Más falmaradványnak ma már nyomát sem látni.